# 東京理科大学葛飾キャンパス

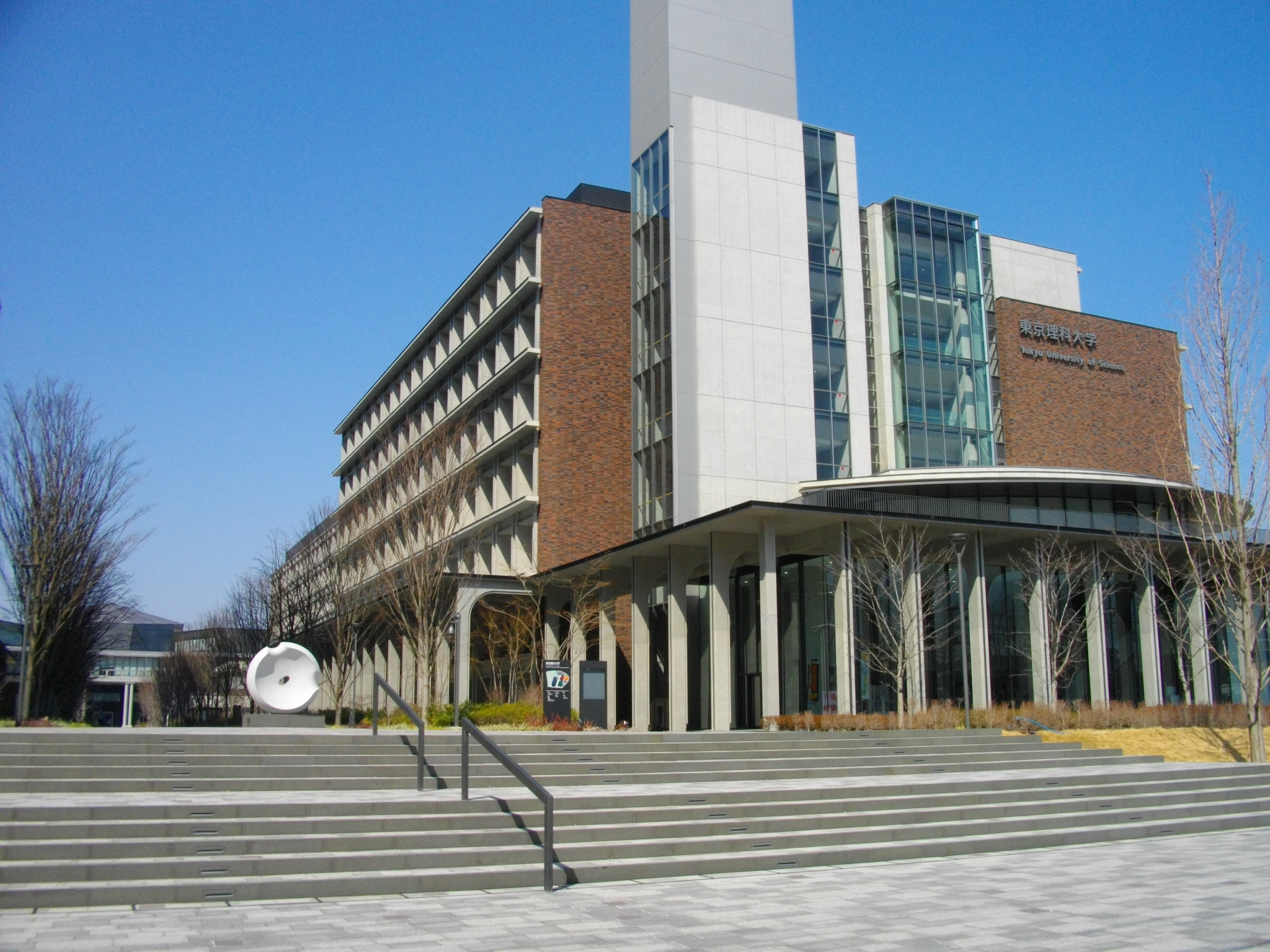
葛飾キャンパス講義棟

東京理科大学 葛飾キャンパス（とうきょうりかだいがく かつしかキャンパス）は、東京理科大学のキャンパスの一つである。東京都葛飾区新宿に所在する。

## 概要
2013年4月、三菱製紙中川工場跡地に設置された。キャンパスアメニティーが充実した環境で、先端融合分野を研究する「イノベーションキャンパス」として整備されている。
また、キャンパスには門や塀が無く、隣接する「葛飾にいじゅくみらい公園」と一体化させることで「学園パーク型キャンパス」のコンセプトも掲げる。研究・教育機関としてだけではなく、地域住民の憩いの場や地域活性化の拠点としても機能している。
キャンパスの近くには中川が流れ、川辺の風景を楽しみながら散歩することもできる。また、旧・三菱製紙の跡地には、金町の産業遺構の「地球釜」も残され、見学することができる。

## 沿革
2003年4月に薬学部が神楽坂キャンパスから野田キャンパスに移転し、その校舎跡地に5号館を新設したのを皮切りに、神楽坂キャンパスの新たな整備計画がスタートした。当初は2006年4月 - 9月に2号館・3号館・7号館・8号館・9号館を解体し、その後、その跡地に「新2号館」を建設する予定であった。しかし、所在地である新宿区が2006年3月31日に施行した「建築物の絶対高さ制限規定」によって、制限を大幅に越える「新2号館」の建設計画は不可能になった。計画開始から2年半ほど経った2008年9月の時点でも、建設工事は9号館の一部を解体したままになっていた。この予期せぬ再建設計画の大幅な遅れは、学生や地元の神楽坂商店街に深刻な影響を与えた。東京理科大学は新たな打開策として、新2号館・学生会館の建設計画を大幅に見直すことにした。
一方、同じ頃、葛飾区は2006年から大学誘致事業を実施し、その誘致大学の候補として順天堂大学が有力視されていたが、葛飾区と順天堂大学の間で条件が折り合わず、交渉は難航していた。そこで、東京理科大学がその大学誘致事業に応募し、2009年に選定された。その後、東京理科大学が三菱製紙株式会社中川工場跡地の土地を取得し、新キャンパス「葛飾キャンパス」の建設をスタートした。
2022年4月には工学部工業化学科・大学院工学研究科工業化学専攻が神楽坂キャンパスより移転したことで工学部の全学科が本キャンパスに設置され、工学の拠点として整備されている。薬学部の移転にあたり、Ⅱ期計画新築工事を2021年6月より進めた。また、2025年4月に、薬学部・大学院薬学研究科が野田キャンパスから本キャンパスに移転した。移転に伴い完成した共創棟にはスターバックスコーヒーとファミリーマートが入っている。

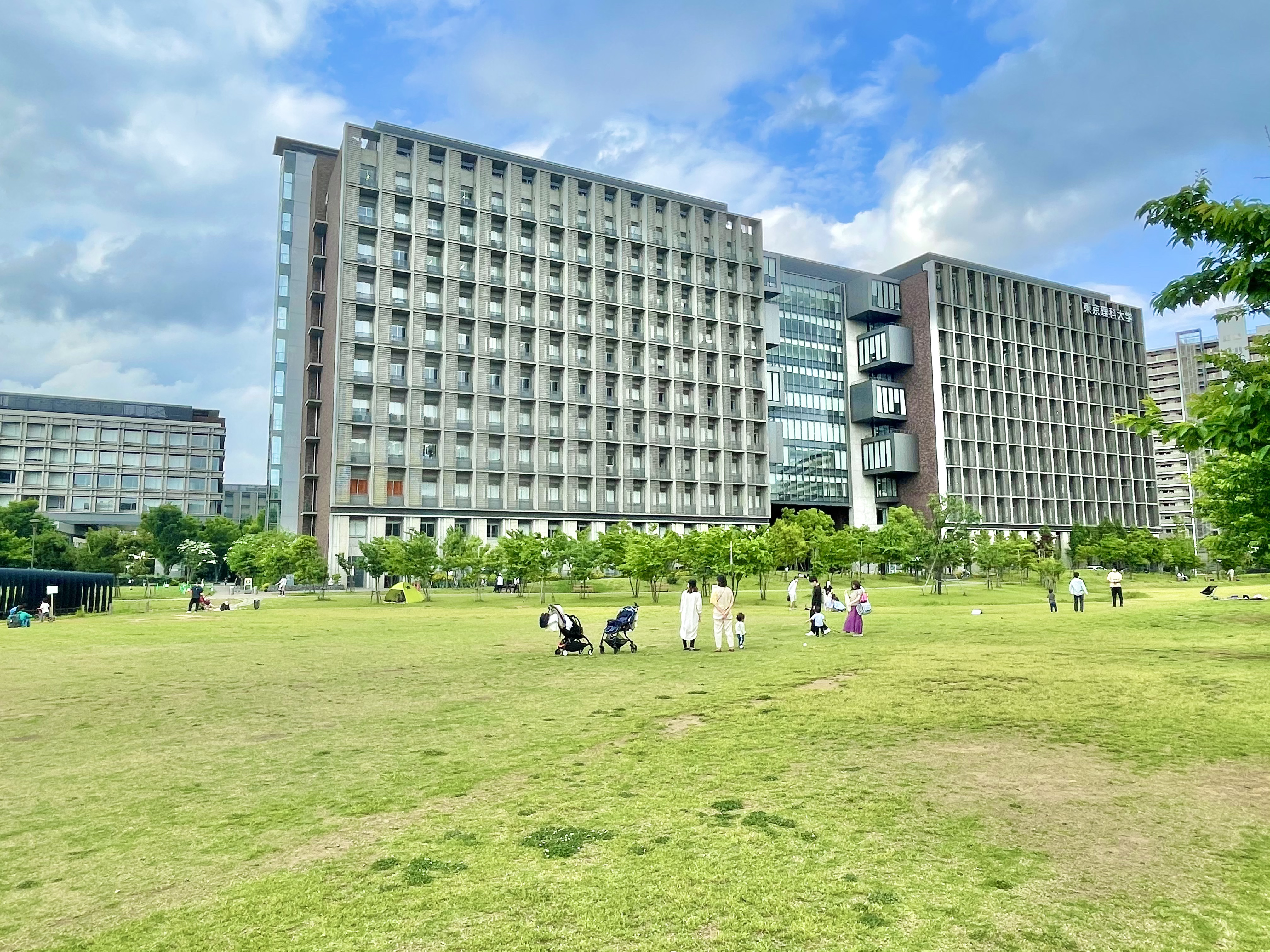
葛飾キャンパスと葛飾にいじゅくみらい公園

## 施設

### 第１研究棟（旧研究棟）
- 11F - 先進工学部生命システム工学科
- 10F - 先進工学部電子システム工学科
- 9F - 先進工学部マテリアル創成工学科
- 8F - 先進工学部物理工学科、理学部第一部応用物理学科
- 7F - 工学部建築学科
- 6F - 工学部工業化学科
- 5F - 工学部電気工学科
- 4F - 工学部機械工学科
- 3F - 学生実験室（応用物理学科・生命システム工学科・マテリアル創成工学科・電子システム工学科）、高電圧実験室
- 2F - 学生実験室（工業化学科）、先進工学部機能デザイン工学科
- 1F - 生協、学科事務センター、インキュベーションルーム・産学試作開発室

### 講義棟
- 7F - 教養教育研究院
- 6F - E601-E606教室
- 5F - E501-E511教室
- 4F - E401-E411教室
- 3F - E301-E308教室、学生ラウンジ
- 2F - E201-E203教室、PC室、BYOD自習室、ラウンジ
- 1F - E101-E104教室、教員室、保健管理センター、学生相談室、中央監視室

### 第２研究棟（旧管理棟）
- 6F - 女性休息室、会議室1-5、打合せ室1-4
- 5F - 工学部情報工学科
- 4F - 工学部情報工学科
- 3F - 葛飾統括課、葛飾環境安全管理室、葛飾学生支援課、葛飾就業課・キャリアセンター、教職教育センター、葛飾研究推進課・公的研究費管理室、工学事務課、先進工学事務課、郵便室
- 2F - 食堂
- 1F - 食堂

### 共創棟
- 11F
- 10F - 先進工学部機能デザイン工学科
- 9F - 薬学部
- 8F - 薬学部
- 7F - 薬学部
- 6F - 薬学部
- 5F - 薬学部実験室
- 4F - C401-C413教室
- 3F - C301-C311教室
- 2F - C201-C204教室、事務室
- 1F - エントランスホール、カフェ、コンビニエンスストア
- B1F - CB01教室、医療薬学実習施設、薬学部実験室
- B2F - 薬学部学生実習室1-6

### 第１実験棟
- 1F - 機械工作工場1、田村研究室、小林研究室、NMR
- 2F - 建築学科実験室、機械工作工場2
- 3F - トライボロジーセンター、生物環境イノベーション研究部門、飯田研究室
- 4F - RI実験室、スペースシステム創造研究センター

### 図書館

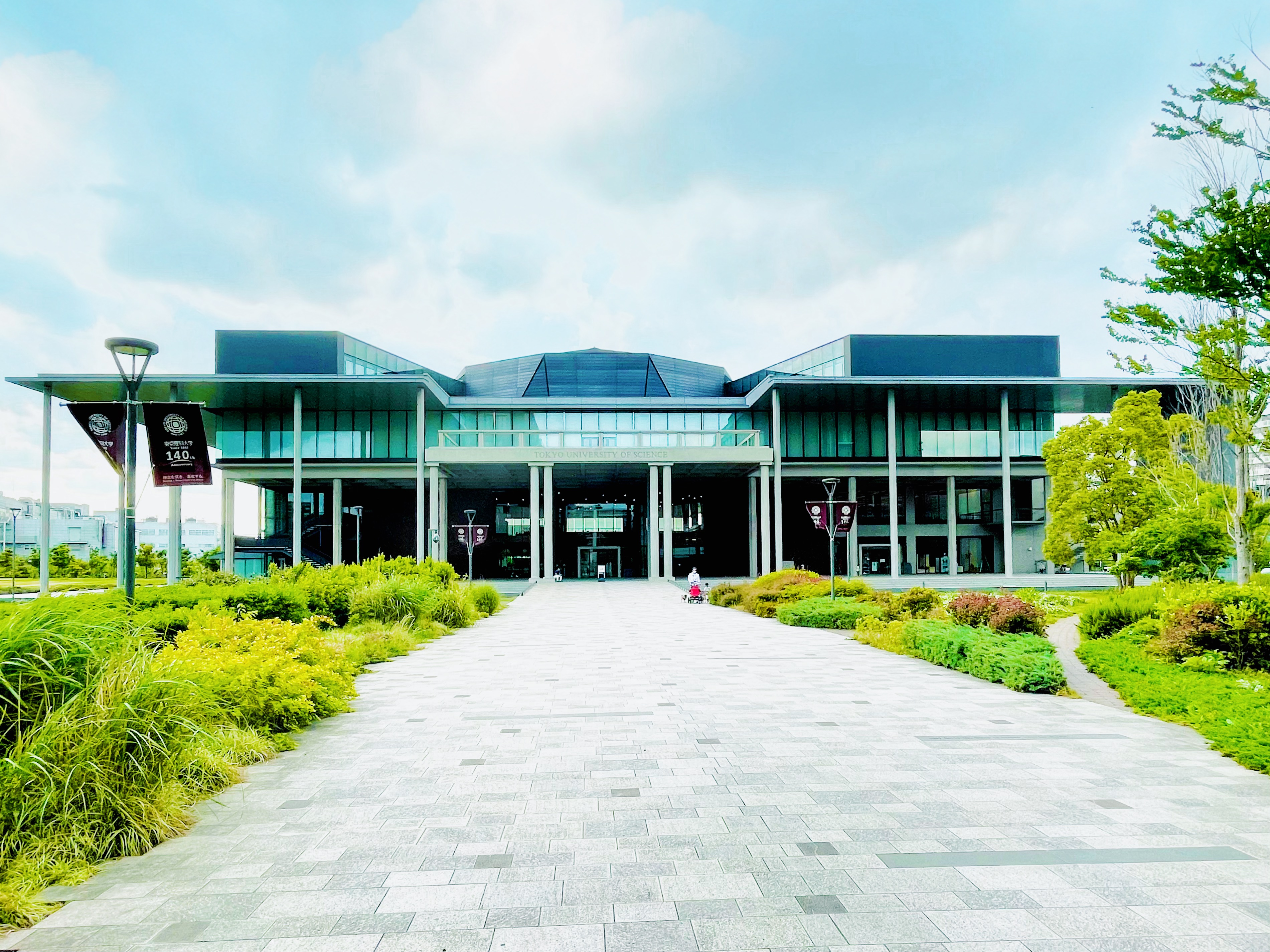
葛飾図書館

- 葛飾図書館、大ホール、大村ホール、理科大サイエンス道場、未来わくわく館

### 体育館
- メインアリーナ、サブアリーナ、部室

## 基礎データ

### 設置組織
- 学部：理学部第一部（応用物理学科のみ）、工学部、先進工学部、薬学部、葛飾キャンパス教養部
- 大学院：理学研究科（応用物理学専攻のみ）、工学研究科、先進工学研究科、薬学研究科
- 附属施設：葛飾図書館、理科大サイエンス道場、未来わくわく館

### 所在地・交通
- 〒125-8585 東京都葛飾区新宿6-3-1
- 金町駅・京成金町駅から徒歩8分

### 設計・建築
- 設計者：日建設計
- 建築者：鹿島建設（研究棟・外構）、大成建設（講義棟・実験棟・管理棟・体育館・Ⅱ期計画新築棟）、竹中工務店（図書館）
- 敷地面積：58,321.37㎡
- 建築面積：12,668.73㎡
- 延べ面積：90,490.82㎡
- 最高高さ：44.953m（研究棟）